# 31091 Bettiventicinque
31091 Bettiventicinque este o planetă minoră (asteroid) din centura de asteroizi. A fost descoperită pe 30 ianuarie 1997 la stazione osservativa di Asiago Cima Ekar⁠(d) de Ulisse Munari⁠(d). 
Obiectul prezintă o orbită caracterizată de o semiaxă mare de 1,9597375 UAi, o excentricitate de 0,01, o înclinație de 17,78347 ° în raport cu ecliptica.